# لوح دوسویه

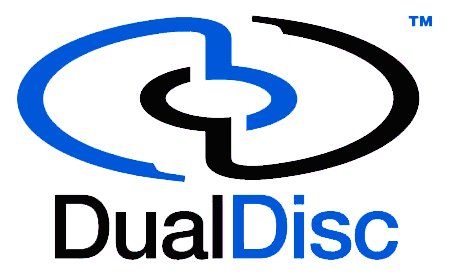
نشان دوآل دیسک

دوآل‌دیسک (به انگلیسی: DualDisc)، نوعی دیسک نوری دوطرفه است که توسط گروهی از شرکت‌های صفحه پرکنی، تولید و توسعه یافته‌است. گروه سازنده این دیسک شامل شرکت‌های ای‌ام‌آی رکوردز، یونیورسال میوزیک گروپ، سونی میوزیک، وارنر میوزیک گروپ و ۵٫۱ اینترتیمنت گروپ است. این دیسک اکنون تحت پشتیبانی انجمن صنفی ضبط آمریکا قرار دارد.